# Starbound
Starbound — інді-гра, що розробляється незалежною британською ігровою студією Chucklefish. Гра являє собою двомірну пригодницьку пісочницю з видом 2D. Гравцеві в ній пропонується досліджувати обширний, процедурно згенерований світ з безліччю планет; Starbound пропонує шукати або створювати зброю та інші предмети, добувати ресурси, будувати будівлі на поверхні планет тощо. Starbound вступив у стадію відкритого бета-тестування 4 грудня 2013 року для платформ Microsoft Windows, OS X та Linux. Після оновлення 9 грудня 2013 року (Beta Patch 2) відбулося повне обнулення всіх збережень, але водночас був досить сильно перебалансований світ. 12 грудня 2013 року відкрився сайт для завантаження модифікацій.

## Синопсис
Starbound починається на космічному шаттлі, у кожної раси власні мотиви, чому вони покинули рідну планету. Нічим не керований, рятувальний модуль вистрілює в космос без певного напрямку, і ми опиняємося безнадійно загубленими в морі зірок. Зрештою шаттл наближається до населеної планети. І так починаються пригоди, які захоплять гравця в подорожі по всесвіту. Starbound містить квести й сюжетні лінії, розкидані по нескінченному ігровому всесвіту. Космічний шаттл виступає в ролі транспорту для гравця для дослідження галактики. Телепорт дозволяє гравцеві спускатися на планети, на орбіті яких стоїть наш корабель.

## Ігровий процес
Планети, які досліджує гравець, процедурно згенеровані. Кожна планета має унікальні особливості і різноманітні теми. Як зерно для генерації планети використовуються їхні координати. Якщо ці координати повідомити іншому гравцеві, той зможе відвідати цю планету. Кожна планета унікальна, крім різного типу поверхні також присутні випадково згенеровані дерева, погода, цикл день/ніч, сила гравітації, зовнішність та здібності ворогів, матеріали, кольори матеріалів, дерев та будівель.

### Механіка
Безліч ігрових елементів, таких як предмети (зброя, броня, одяг), вороги та планети створюються за технологією процедурної генерації, що дозволяє отримати величезне розмаїття контенту. У грі присутні засновані на сюжеті місії, квести, вороги, відкритий світ для дослідження, а також здатність взаємодіяти і змінювати оточення. Клас персонажа визначається предметами, які він носить. У грі також присутня різноманітна космічна зброя, заснована на тому, що всі могли багато разів бачити у фільмах або іграх.

### Іграбельності раси
Нині в грі є 6 іграбельних рас:
- Апекси (Apex, від англ.  Ape  — мавпа) — мавпоподібні істоти з гуманоїдними рисами. Найтехнологічно розвинена раса. Довгий час вони були схожі на людей, але завдяки процесам, відкритими Апекс-дослідниками, вони удосконалили свої розумові показники натомість фізичної деградації. У апексів царює тоталітарний режим.
- Авіани (Avians, від англ. Avian — пташиний) — птахоподібні створіння без крил. Вони вірять, що втратили крила при переході в смертний світ з «Ефіру», або їх «Рівнини Богів», і вони знайдуть крила, повернувшись назад в Ефір, чого можна досягши теологічної відданості богу Клюексу. Невіруючі називаються «переможені», або «приземленні». Авіанську зброю отримали від невідомої раси, знищеної до теперішнього часу.
- Флорани (Florans, від англ. Flora — флора) — свого роду рослини — канібали. І хоча вони виглядають необразливо, представники цієї раси дуже імпульсивні і жорстокі, що часто призводило до воєн між фракціями цієї раси. Мають винятковими здібності до реверс-інжинірингу. Зараз невідомо, чи впливає це як-небудь на геймплей. Одного разу їм вдалося захопити світ іншої раси і вигнати його мешканців у відкритий космос.
- Гілотли (Hylotl, від англ. Helot — невільник, раб) — амфібії. Є самої слухняною і мирною расою в грі після проживання під водою протягом багатьох років. Одержимі красою. Їхній світ був завойований Флоранами. Більшість Гілотлів є місіонерами. Незважаючи на свою покірність, дуже добре поводяться зі зброєю. Культура Гілотлов дуже схожа на культуру феодальної Японії.
- Люди — звичайні люди. З часом на Землі з'явилася єдина імперія. Одного разу люди отримали можливість подорожувати в космосі. Земля стала центром світу і освіти на багато років. Незважаючи на це, усередині ядра мешкала ворожа інопланетна раса з щупальцями. Вона виросла до такої міри, що зруйнувала планету, розкидавши залишки людської раси по всесвіту.
- Ґлітчі (The Glitch, від англ. Glitch — глюк, поломка, збій) — роботизовані істоти, що застрягли у середньовіччі. Створені невідомої расою. Управляються єдиним Розумом. Єдине призначення: будувати, розширюватися та еволюціонувати. Розмножуються шляхом фізичної збірки нащадків. Неминуче, вони зрозуміли, що не являють із себе нічого, крім купи механічних частин. Це розуміння привело їх до усвідомлення того, що у всіх штучних речей є творець. Це усвідомлення дало їм здатність до самосвідомості. Деякі ґлітчі прийняли роль працівників, а інші продовжили шукати правду.
- Новакіди (The Novakid — букв. Діти нової зірки) — істоти, що складаються з сонячної енергії. У Новакідов немає бажання записувати свою історію, і через це мало що відомо про їх походження, а також безліч новаторських винаходів було забуто вже через кілька поколінь. Раса була додана в гру після досягнення предзамовної кампанії сумою в 500 000 $. На даний час є іграбельною расою.

## Розробка
Starbound офіційно був анонсований Tiyuri в лютому 2012, у стилі Kickstarter, системою попереднього замовлення, відкритої в Humble Store в 13 квітня 2013. Рівні включали в себе копію гри, запрошення в бету, саундтрек, а також різні внутрішньоігрові «нагороди», такі як іменування персонажа в грі, створення дизайну для зброї або шапки, а також включення вашої статуї, включеної у гру до 29 квітня 2013, сума за попереднім замовленням Starbound досяг усіх трьох поставлених цілей і в підсумку перевищив 1 000 000 $, і зупинилася тільки близько 2 000 000 $ 1 листопада 2013 року.
Гра Starbound написана на C++ і використовує власний гральний рушій.

### Звук
Саундтрек Starbound здебільшого був написаний американським композитором Куртіз Швайтзером, але деякі частини були написані Radiation та Solatrus, більш відомі як творці музики для вебкомікса Homestuck.